# Angelos Giallinas

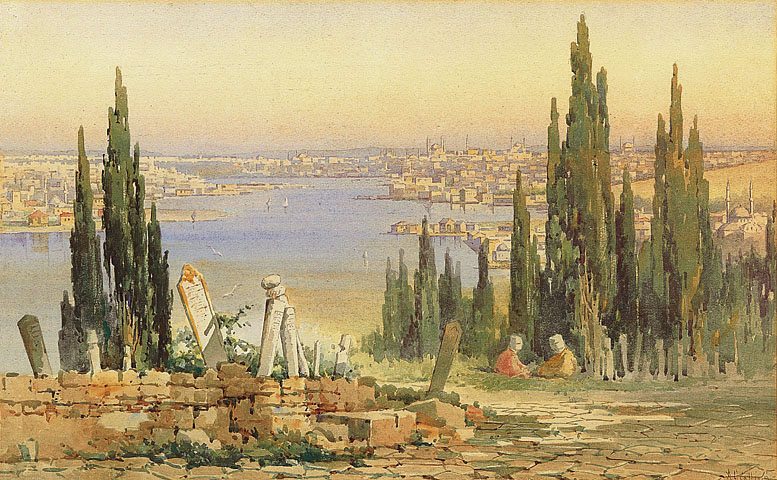
Angelos Giallinas: Blick auf Konstantinopel

Angelos Giallinas (griechisch Άγγελος Γιαλλινάς; * 5. März 1857 in Korfu; † 1939 in Korfu) war ein griechischer Aquarellmaler.
Giallinas nahm von 1872 bis 1875 Malunterricht an der Kunstschule von Korfu. Dabei war er Schüler von Charalampos Pachis. Später studierte er Malerei in Venedig, Neapel und Rom. In Italien vollzog sich auch seine Hinwendung zur Aquarellmalerei. 1878 kehrte er auf seine Heimatinsel zurück. In seinen Aquarellbildern stellte er ausschließlich Landschaften dar und gewann darin internationale Anerkennung. Giallinas Bilder waren in zahlreichen griechischen und internationalen Kunstausstellungen zu sehen.
Die Nationalgalerie Griechenlands ehrte ihn 1974 mit einer großen Retrospektive. Giallinas Landschaftsbilder beeindrucken durch reiche und sanfte Farbabstufungen und eine perfekte Wiedergabe charakteristischer Details, ohne dabei fotografische Abbildungen zu sein. Dadurch nehmen seine Bilder eine Sonderstellung ein, zwischen der Münchener Schule der akademischen griechischen Malerei und derjenigen der ionischen Malschule.

## Kunstraub 2010
Im Jahr 2010 wurde eine unbekannte Anzahl von Giallinas’ Gemälden aus der Villa Giallinas in Korfu-Stadt aus einem versiegelten Lagerraum gestohlen.